# 66.ª División (Ejército Popular de la República)
La 66.ª División fue una unidad del Ejército Popular de la República que existió durante la guerra civil española, creada sobre la base de las brigadas mixtas. Llegó a estar desplegada en los frentes de Teruel y Levante. 

## Historial
La unidad fue creada a finales de agosto de 1937 en la zona de Ciudad Real-Manzanares, formada con reclutas procedentes de las quintas de 1930, 1937 y 1938. La 66.ª División estableció en Manzanares su cuartel general. El mando se le encomendó al mayor de milicias Francisco Bravo Quesada —un veterano de la guerra en el Norte—, teniendo al capitán Manuel García-Pelayo como jefe de Estado Mayor. Formada por las brigadas mixtas 212.ª, 213.ª y 214.ª, quedaría integrada en el XX Cuerpo de Ejército. La formación e instrucción de la nueva unidad se prolongó hasta finales de 1937, quedando situada en la reserva general.
A comienzos de 1938 fue enviada al frente de Teruel como refuerzo, como refuerzo de las unidades que ya se encontraban combatiendo allí. Llegó a tomar parte en la pequeña ofensiva republicana contra Singra, junto a efectivos de la 27.ª División. Durante los combates la 52.ª Brigada Mixta quedó brevemente bajo jurisdicción de la división. A comienzos de febrero tomó parte en la batalla del Alfambra, de la cual saldría muy quebrantada tras sufrir importantes bajas.
Al finalizar los combates pasó a retaguardia, para reponer bajas y reorganizarse. Quedó entonces agregada al XIX Cuerpo de Ejército, al sur de Teruel. Llegó a intervenir durante la campaña de Levante, aunque tuvo un papel menor al de otras unidades. A comienzos de agosto de 1938 la división agrupaba a las brigadas 212.ª, 214.ª y 216.ª, encontrándose desplegada en el frente levantino. No volvió a tomar parte en ninguna operación militar de relevancia.
En marzo de 1939, durante el golpe de Casado, su 214.ª Brigada Mixta acudió a Madrid en apoyo de las fuerzas «casadistas».

## Mandos
Comandantes
- Mayor de milicias Francisco Bravo Quesada;[10]
- Teniente coronel Victoriano Castán Guillén;[11]

Comisarios
- Victorio Casado Fernández, del PSOE;[n. 3]
- Ricardo Blasco Pueyo, de IR;[13]

Jefes de Estado Mayor
- Capitán de Estado Mayor Manuel García-Pelayo;[10]

## Orden de batalla
| Fecha             | Cuerpo de Ejército adscrito | Brigadas Mixtas integradas | Frente de batalla |
| ----------------- | --------------------------- | -------------------------- | ----------------- |
| Noviembre de 1937 | XX Cuerpo de Ejército       | 212.ª, 213.ª y 214.ª       | Reserva general   |
| Mayo de 1938      | XIX Cuerpo de Ejército      | 212.ª y 219.ª              | Teruel-Levante    |
| Agosto de 1938    | XIX Cuerpo de Ejército      | 212.ª, 214.ª y 216.ª       | Levante           |